# 山形県立山形聾学校
山形県立山形聾学校（やまがたけんりつ やまがたろうがっこう）は、山形県山形市にある県立聾学校。聴覚に障害のある幼児・児童・生徒が学ぶ学校である。

## 所在地
- 山形県山形市谷柏20
  - 車：東北中央自動車道 山形上山ICより約10分、山形中央ICより約15分、山形自動車道 山形蔵王ICより約15分
  - 鉄道：JR東日本 奥羽本線 蔵王駅 から徒歩約15分
  - バス：JR東日本山形駅より山交バス乗車で、「蔵王駅口バス停」下車徒歩約20分[1]

## 設置学部
- 幼稚部
- 小学部
- 中学部
- 高等部普通科
  - I類型
  - II類型
- 高等部専攻科
  - 商業技術科
  - 生産技術科
- その他
  - グループ指導、両親学級、教育相談

## 沿革
- 1927年（昭和2年）7月8日：私立山形聾唖学校として開校
- 1948年（昭和23年）6月30日：山形県立山形聾学校と改称
- 1963年（昭和38年）4月1日：幼稚部を設置
- 1975年（昭和50年）4月1日：山形県立米沢聾学校が廃止となり統合
- 1975年（昭和50年）4月1日：現在地に移転
- 1994年（平成6年）3月31日：高等部理容科を廃止
- 1994年（平成6年）4月1日：高等部に普通科を設置
- 1997年（平成9年）4月1日：高等部専攻科に商業技術科と生産技術科を設置
- 1998年（平成10年）3月31日：高等部及び高等部専攻科の産業工芸科、被服科を廃止
- 2005年（平成17年）4月1日：通級指導教室を設置[2]